# Masszanauccisz
Masszanauccisz (Maššana-uzzi, DINGIRMEŠ.IR 𒀭𒈨𒌍𒅕) II. Murszilisz hettita király és Gasszulavijasz királyné leánya, II. Muvatallisz testvére, Maszturi szehai király felesége. Egyiptomi dokumentumokban is megjelenik Matanazi néven.
A házasságkötésre a Szauszgamuva-szerződés alapján II. Murszilisz uralkodásának késői éveiben került sor, amely aktus a Hettita Birodalom nyugati végeinek megerősítését szolgálta. Egy elvetélt terhesség után bátyja, Hattuszilisz II. Ramszesztől kért egyiptomi orvost, hogy segítsen a kihordás időszakában és a szülésnél. Ramszesz küldött is Hattiba egy orvost és egy papot, ám megjegyezte, hogy Masszanauccisz valószínűleg nem fog már szülni ötven vagy hatvanévesen. Ez egyben némi támpont Masszanauccisz születési idejére nézve. Hattuszilisz a kilencedik uralkodási éve (i. e. 1256 körül) előtt nem állt diplomáciai kapcsolatban Egyiptommal, így Masszanauccisz valamikor i. e. 1310 körül születhetett. Ha az i. e. 1270-es években ment férjhez Maszturihoz, akkor már a házasságkötéskor sem volt fiatalnak mondható, harminc–negyvenéves körüli lehetett.